# Campeonato de Primera División 2006 (Futsal)
El Campeonato de Primera División 2006 fue la vigésimo primera temporada de la Primera División del fútsal argentino. 
El campeonato inició con el Torneo Apertura el 24 de marzo y finalizó con el Torneo Clausura el 28 de noviembre, mientras que la temporada finalizó junto con la promoción el 28 de diciembre.
Los nuevos participantes fueron los tres equipos ascendidos de la Primera B 2005: Jorge Newbery, de Rosario, que volvió a 3 años de su única participación en la temporada 2002; Huracán, que regresó a 2 años de su primer descenso en 2003; y América del Sud, que hizo su debut en la categoría.
El Torneo Apertura consagró por tercera vez en su historia a Pinocho como campeón, siendo el primer club en lograr el tricampeonato en la categoría. Mientras que San Lorenzo de Almagro se consagró campeón por sexta vez en su historia en el Torneo Clausura siendo, al momento, el más laureado de la categoría.

## Ascensos y descensos
| Torneo | Descendidos de la Primera División 2005 |
| ------ | --------------------------------------- |
| Prom.  | Villa Modelo                            |
| 17.°   | Hebraica                                |
| 18.°   | Platense                                |

| Torneo | Ascendidos a la Primera División 2006 |
| ------ | ------------------------------------- |
| 1.°    | Jorge Newbery                         |
| 2.°    | Huracán                               |
| Prom.  | América de Sud                        |

- De esta manera, el número de equipos participantes se mantuvo en 18.

## Equipos participantes
| Club               | Barrio / Localidad    | Distrito                  |
| ------------------ | --------------------- | ------------------------- |
| 17 de Agosto       | Villa Pueyrredón      | Ciudad de Buenos Aires    |
| América del Sud    | Parque Avellaneda     | Ciudad de Buenos Aires    |
| Argentinos Juniors | La Paternal           | Ciudad de Buenos Aires    |
| Boca Juniors       | La Boca               | Ciudad de Buenos Aires    |
| Caballito Juniors  | Caballito             | Ciudad de Buenos Aires    |
| Ferro Carril Oeste | Caballito             | Ciudad de Buenos Aires    |
| Franja de Oro      | Nueva Pompeya         | Ciudad de Buenos Aires    |
| Huracán            | Parque Patricios      | Ciudad de Buenos Aires    |
| Jorge Newbery      | Villa Devoto          | Ciudad de Buenos Aires    |
| Parque             | Villa del Parque      | Ciudad de Buenos Aires    |
| Pinocho            | Villa Urquiza         | Ciudad de Buenos Aires    |
| River Plate        | Núñez                 | Ciudad de Buenos Aires    |
| San Lorenzo        | Boedo                 | Ciudad de Buenos Aires    |
| Barracas Bolívar   | San Carlos de Bolívar | Provincia de Buenos Aires |
| Glorias            | Tigre                 | Provincia de Buenos Aires |
| Hebraica           | Pilar                 | Provincia de Buenos Aires |
| Independiente      | Avellaneda            | Provincia de Buenos Aires |
| Rosario Central    | Rosario               | Provincia de Santa Fe     |

## Formato
Cada fase del campeonato fue un torneo independiente, llamados respectivamente Apertura y Clausura. Se jugaron en una sola rueda de todos contra todos, siendo la segunda las revanchas de la primera, y tuvieron su propio campeón.

### Descensos
El campeonato otorgó descensos directos para los 2 últimos posicionados en la
Tabla de promedios. Los 2 penúltimos debieron disputar la promoción ante 2 equipos de la Primera B para mantener la categoría.

## Torneo Apertura

### Tabla de posiciones final
| Pos. | Equipo                 | Pts. | PJ | PG | PE | PP | GF  | GC  | Dif. |
| ---- | ---------------------- | ---- | -- | -- | -- | -- | --- | --- | ---- |
| 1.º  | Pinocho                | 45   | 17 | 15 | 0  | 2  | 114 | 53  | 61   |
| 2.º  | Caballito Juniors      | 36   | 17 | 12 | 0  | 5  | 110 | 83  | 27   |
| 3.º  | San Lorenzo de Almagro | 35   | 17 | 11 | 2  | 4  | 79  | 58  | 21   |
| 4.º  | Ferro Carril Oeste     | 31   | 17 | 9  | 4  | 4  | 75  | 57  | 18   |
| 5.º  | Franja de Oro          | 30   | 17 | 10 | 0  | 7  | 71  | 77  | −6   |
| 6.º  | Independiente          | 29   | 17 | 9  | 2  | 6  | 91  | 75  | 16   |
| 7.º  | River Plate            | 29   | 17 | 9  | 2  | 6  | 77  | 69  | 8    |
| 8.º  | Boca Juniors           | 27   | 17 | 8  | 3  | 6  | 50  | 49  | 1    |
| 9.º  | Rosario Central        | 26   | 17 | 7  | 5  | 5  | 73  | 71  | 2    |
| 10.º | 17 de Agosto           | 26   | 17 | 8  | 2  | 7  | 81  | 80  | 1    |
| 11.º | Barracas Bolívar       | 20   | 17 | 6  | 2  | 9  | 80  | 93  | −13  |
| 12.º | Glorias                | 18   | 17 | 5  | 3  | 9  | 94  | 104 | −10  |
| 13.º | Parque                 | 18   | 17 | 5  | 3  | 9  | 68  | 79  | −11  |
| 14.º | Argentinos Juniors     | 17   | 17 | 5  | 2  | 10 | 61  | 66  | −5   |
| 15.º | América del Sud        | 17   | 17 | 5  | 2  | 10 | 81  | 87  | −6   |
| 16.º | Huracán                | 16   | 17 | 5  | 1  | 11 | 77  | 109 | −32  |
| 17.º | Jorge Newbery          | 12   | 17 | 2  | 6  | 9  | 64  | 94  | −30  |
| 18.º | General Lamadrid       | 6    | 17 | 1  | 3  | 13 | 66  | 108 | −42  |

|                             |
|                             |
| Campeón Pinocho 3.er título |

## Torneo Clausura

### Tabla de posiciones final
| Pos. | Equipo | Pts. | PJ | PG | PE | PP | GF | GC | Dif. |
| ---- | ------ | ---- | -- | -- | -- | -- | -- | -- | ---- |

## Tabla de descenso
| Pos. | Equipo                 | Promedio | 2004 | 2005 | 2006 | Total | PJ  |
| ---- | ---------------------- | -------- | ---- | ---- | ---- | ----- | --- |
| 01.º | Pinocho                | 2,509    | 74   | 96   | 86   | 256   | 102 |
| 02.º | San Lorenzo de Almagro | 2,294    | 82   | 70   | 82   | 234   | 102 |
| 03.º | River Plate            | 1,931    | 70   | 66   | 61   | 197   | 102 |
| 04.º | Caballito Juniors      | 1,867    | —    | 54   | 73   | 127   | 68  |
| 05.º | Boca Juniors           | 1,862    | 73   | 76   | 41   | 190   | 102 |
| 06.º | Independiente          | 1,617    | —    | 41   | 69   | 110   | 68  |
| 07.º | Ferro Carril Oeste     | 1,460    | 58   | 35   | 56   | 149   | 102 |
| 08.º | 17 de Agosto           | 1,441    | 49   | 49   | 49   | 147   | 102 |
| 09.º | General Lamadrid       | 1,362    | 54   | 49   | 36   | 139   | 102 |
| 10.º | Argentinos Juniors     | 1,245    | 62   | 21   | 44   | 127   | 102 |
| 11.º | Barracas Bolívar       | 1,245    | 26   | 77   | 24   | 127   | 102 |
| 12.º | Franja de Oro          | 1,225    | 45   | 32   | 48   | 125   | 102 |
| 13.º | Rosario Central        | 1,205    | 48   | 30   | 45   | 123   | 102 |
| 14.º | Glorias                | 1,137    | 50   | 26   | 40   | 116   | 102 |
| 15.º | Parque                 | 1,117    | 39   | 43   | 32   | 114   | 102 |
| 16.º | Huracán                | 1,029    | —    | —    | 35   | 35    | 34  |
| 17.º | América del Sud        | 0,823    | —    | —    | 28   | 28    | 34  |
| 18.º | Jorge Newbery          | 0,764    | —    | —    | 26   | 26    | 34  |

|  | Jugaron una promoción con dos equipos de la Primera B. |
|  | Descendieron a la Primera B.                           |

|  |

## Promoción
| Racing                                                           | 5 - 4 | Huracán | Racing                            | 3 de diciembre |
| Huracan                                                          | 8 - 5 | Racing  | Barrio Marcelo Torcuato de Alvear | 6 de diciembre |
| Huracán permaneció en Primera División con un global de 12 - 10. |       |         |                                   |                |

| Barrio Marcelo Torcuato de Alvear                                                       | 10 - 5 | Parque                            | Barrio Marcelo Torcuato de Alvear | 18 de diciembre |
| Parque                                                                                  | 8 - 5  | Barrio Marcelo Torcuato de Alvear | América del Sud                   | 28 de diciembre |
| Barrio Marcelo Torcuato de Alvear ascendió a Primera División con un global de 15 - 13. |        |                                   |                                   |                 |